# Sajid Javid
Sajid Javid (ur. 5 grudnia 1969 w Rochdale) – brytyjski polityk, członek Partii Konserwatywnej. W pierwszym gabinecie Davida Camerona minister ds. kobiet i równości (2014) oraz minister kultury, mediów i sportu (2014–2015) zaś drugim gabinecie Davida Camerona minister biznesu, innowacyjności i zdolności (2015–2016). Od 14 lipca 2016 do 30 kwietnia 2018 minister społeczności i samorządów lokalnych w pierwszym i drugim gabinecie Theresy May. Od 30 kwietnia 2018 do 24 lipca 2019 brytyjski minister spraw wewnętrznych w drugim gabinecie Theresy May. Od 24 lipca 2019 do 13 lutego 2020 kanclerz skarbu w gabinecie Borisa Johnsona. Od 26 czerwca 2021 do 5 lipca 2022 minister zdrowia w drugim gabinecie Borisa Johnsona. W latach 2010–2024 poseł do Izby Gmin.

## Życiorys

### Młodość i kariera zawodowa
Jest synem imigranta z Pakistanu. Studiował ekonomię i nauki polityczne na University of Exeter. W 1988 wstąpił do Partii Konserwatywnej i został aktywnym działaczem jej młodzieżówki. Tuż po studiach został pracownikiem amerykańskiego banku Chase Manhattan. W wieku 25 lat został najmłodszym w historii tej firmy menedżerem w randze wiceprezydenta. W latach 1997−2009 pracował dla Deutsche Banku. Gdy opuszczał bank, aby poświęcić się polityce, jego zarobki były szacowane na 3 miliony funtów rocznie.

### Kariera polityczna
W 2010 został członkiem Izby Gmin z okręgu wyborczego Bromsgrove. Wspólnie z wybranym w tych samych wyborach Rehmanem Chisti byli pierwszymi w historii posłami Partii Konserwatywnej o pakistańskich korzeniach. W latach 2011−2012 był parlamentarnym sekretarzem osobistym kanclerza Skarbu. W 2012 trafił do szerokiego składu rządu jako sekretarz ekonomiczny Skarbu. W 2013 otrzymał nieco wyższe stanowisko sekretarza finansowego Skarbu.
W pierwszym i drugim gabinecie Davida Camerona został awansowany na ministra kultury, mediów i sportu (2014–2015), ministra ds. kobiet i równości (2014), ministra biznesu, innowacji i zdolności (2015–2016). Od 14 lipca 2016 był ministrem społeczności i samorządów lokalnych w pierwszym i drugim gabinecie Theresy May. 30 kwietnia 2018 odwołany z tej funkcji, a następnie tego samego dnia mianowany nowym brytyjskim ministrem spraw wewnętrznych w miejsce Amber Rudd. Od 24 lipca 2019 pełnił funkcję kanclerza skarbu w gabinecie Borisa Johnsona. 13 lutego 2020 podał się do dymisji z tej funkcji gdy odmówił zwolnienia swoich doradców. 26 czerwca 2021 roku objął stanowisko ministra zdrowia w rządzie Borisa Johnsona, po tym jak z funkcji zrezygnował Matt Hancock. 5 lipca 2022 roku podał się do dymisji.
Nie kandydował w wyborach parlamentarnych w 2024.

### Życie prywatne
Od 1997 jest żonaty z Laura King, z którą ma czworo dzieci. Mieszka w Londynie, w dzielnicy Fulham